# Poecilochorema lepnevae
Poecilochorema lepnevae är en nattsländeart som först beskrevs av Jacquemart 1965.  Poecilochorema lepnevae ingår i släktet Poecilochorema och familjen Hydrobiosidae. Inga underarter finns listade i Catalogue of Life.